# Список опер Узеира Гаджибекова
В статье представлены оперы советского, азербайджанского композитора Узеира Гаджибекова.

## Список
| № | Название оперы          | Год создания | Информация | Изображение |
| - | ----------------------- | ------------ | --- | ----------- |
| 1 | Лейли и Меджнун         | 1907 год     | - Первая азербайджанская национальная опера. - Написана по мотивам трагедии поэта XVI века Физули «Лейли и Меджнун». - Первая постановка оперы состоялась 25 января 1908 года в Баку, в театре Гаджи Зейналабдина Тагиева. - 100-летний юбилей оперы был включён в список памятных дат ЮНЕСКО. |             |
| 2 | Шейх Санан              | 1909 год     | - Опера в пяти действиях. - Написана по мотивам народного сказания. - Первая постановка оперы состоялась 13 декабря 1909 года в помещении цирка братьев Никитиных в Баку. |             |
| 3 | Рустам и Зохраб         | 1910 год     | - Мугамная опера в четырёх действиях. - Написана по мотивам поэмы «Шахнаме» Фирдоуси. - Первая постановка оперы состоялась 25 ноября 1910 года в Баку в театре Г. 3. Тагиева. |             |
| 4 | Шах Аббас и Хуршуд Бану | 1912 год     | - Мугамная опера в четырёх действиях и шести картинах. - Написана по мотивам народного сказания. - Первая постановка оперы состоялась 23 марта 1912 года в помещении цирка братьев Никитиных в Баку.                                                                                           |             |
| 5 | Асли и Керем            | 1912 год     | - Мугамная опера в четырёх действиях и шести картинах - Написана по мотивам одноименного ашугского дастана. - Первая постановка оперы состоялась 31 мая 1912 года в помещении нынешнего Азербайджанского театра оперы и балета.                                                                |             |
| 6 | Гарун и Лейла           | 1915 год     | - Последняя мугамная опера в пяти действиях. - Не была поставлена. |             |
| 7 | Кёроглы                 | 1936 год     | - Опера в пяти действиях. - Написана по мотивам эпоса «Кёр-оглы». - Первая постановка оперы состоялась 30 апреля 1937 года в Баку в Театре оперы и балета имени М. Ф. Ахундова. |             |
| 8 | Фируза                  | 1945 год     | - Неоконченная опера. - Написана по мотивам народного предания. - Первоначальное название «Шахрабану». |             |

## См.также
- Список балетов Кара Караева
- Список балетов Фикрета Амирова
- Симфонии Кара Караева
- Музыкальные комедии Узеира Гаджибекова